# Hellbauchamazilie
Die Hellbauchamazilie (Chrysuronia leucogaster, Syn.: Amazilia leucogaster) oder Gmelinamazilie ist eine Vogelart aus der Familie der Kolibris (Trochilidae). Das Verbreitungsgebiet dieser Art umfasst Teile der Länder Venezuela, Guyana, Suriname, Französisch-Guayana und Brasilien. Der Bestand wird von der IUCN als „nicht gefährdet“ (Least Concern) eingeschätzt.

## Merkmale
Die Hellbauchamazilie erreicht eine Körperlänge von etwa 9 bis 10 cm, wobei die Männchen etwa 4 bis 4,5 g und die Weibchen 4,3 g wiegen. Der schwärzlich gerade bis leicht gebogene Schnabel des Männchens hat an der Basis des Unterschnabels eine fleischrote Färbung. Der Oberkopf und die Seiten des Nackens sind goldgrün, selten mit türkisfarbenen Reflexionen. Der Rest der Oberseite, die Flanken und die Seiten der Kehle sind golden bis bronzegrün. Die Mitte der Kehle, die Unterseite und die Unterschwanzdecken sind weiß. Die inneren Steuerfedern sind bronzegrün bis bronzefarben, die äußeren bläulich schwarz. Der Schwanz ist leicht gegabelt. Weibchen ähneln den Männchen, haben aber grüne Flecken an den Seiten der Kehle und gräuliche Schwanzflecken. Immature Exemplare habe bräunliche Säume an den Rückenfedern.

## Verhalten und Ernährung
Den Nektar holen Hellbauchamazilien von den Blüten von Kräutern und niedrigen Bäumen sowie Gebüschen. So gehören Hülsenfrüchtler, Ritterspornbäume, Bananengewächse, Akanthusgewächse, Helikonien, Trompetenbaumgewächse, Malvengewächse, Bromeliengewächse, Sumachgewächse, Eisenkrautgewächse und Passionsblumengewächse zu ihren Nektarquellen. Zu ihrer Ernährung gehören außerdem kleine Insekten, die sie im Flug jagen.

## Lautäußerungen
Der Ruf besteht aus einer langer Reihe von wiederholten psii-Tönen. Er beinhaltet auch dünne tsink-Töne und hellklingende holprige Serien.

## Verbreitung und Lebensraum

Verbreitungsgebiet der Hellbauchamazilie

Die Hellbauchamazilie lebt in Mangroven mit Avicennia, an Waldrändern, in Sekundärvegetation, Cerrado, Caatinga, Plantagen, Parks und Gärten. Meist bewegt sie sich in Höhenlagen nahe dem Meeresspiegel. In Venezuela findet man sie gelegentlich in Höhenlagen bis 250 Meter.

## Fortpflanzung
Die Brutsaison dauert in den Guyanas von Juli bis August, im Nordosten Brasiliens von Oktober bis Februar. Das kelchartige Nest wird aus Pflanzenwolle und gelegentlich Bromelien bzw. Blättern und anderen Teilen von Wollbaumgewächsen gebaut. Die Außenwände werden mit  Flechten verziert. Die Nester werden auf horizontalen Ästen oder in Astgabelungen kleiner Bäume und Büsche platziert, meist unter 5 Meter über dem Boden. In den Mangroven findet man sie oft nahe am Wasser. Das Gelege besteht aus zwei Eiern. Ein Ei hat eine Größe von 13,4 bis 14 mal 9 mm bei einem Gewicht von 0,42 bis 0,44 g. Die Brutzeit beträgt 14 Tage, wobei nur das Weibchen brütet. Mit etwa 20 bis 25 Tagen werden die Nestlinge flügge.

## Migration
Die Hellbauchamazilie zeigt einzelne lokale Wanderbewegungen.

## Unterarten
Es sind zwei Unterarten bekannt:
- Chrysuronia leucogaster leucogaster (Gmelin, JF, 1788)[3] kommt als Nominatform im Osten Venezuelas, den Guyanas und dem Nordosten Brasiliens vor.
- Chrysuronia leucogaster bahiae (Hartert, 1899)[4] ist im Osten Brasiliens verbreitet. Diese Unterart hat mit 23 mm einen längeren Schnabel als die 20 mm in der Nominatform. Die Flügel sind mit 55 mm versus 53 mm ebenfalls etwas länger. Generell haben sie weniger Bronzefärbungen als A. l. leucogaster.[1]

## Etymologie und Forschungsgeschichte
Ursprünglich beschrieb Johann Friedrich Gmelin die Hellbauchamazilie unter dem Namen Trochilus leucogaster. Als Sammelort gab er Cayenne an. Lange wurde sie unter dem Lesson 1843 eingeführten Gattungsnamen Amazilia für den Goldmaskenkolibri, den Streifenschwanzkolibri, die Zimtbauchamazilie (Syn.: Ornysmia cinnamomea), den Blaukehl-Sternkolibri (Syn.: Ornymia rufula) und die Longuemare-Sonnennymphe eingeordnet. Die Hellbauchamazilie erwähnte er nicht. Der Name Amazilia stammt aus einem Roman von Jean-François Marmontel, der in Les Incas, ou La destruction de l'empire du Pérou von einer Inkaheldin namens Amazili berichtet. Erst 1850 führte Charles Lucien Jules Laurent Bonaparte die Gattung Chrysuronia ein. Dieser Name ist eine Kombination zweier Artennamen chrysura und oenone, die Bonaparte der Gattung zugeordnet hatte. Chrysura leitet sich von den griechischen Wörtern »chrysos, χρυσος« für »Gold« und »-ouros, oura, -ουρος, ουρα« für »-schwänzig, Schwanz« ab.  Der Artname ist ein Wortgebilde aus dem griechischen λευκός leukós für „weiß“ und γαστήρ, γαστρός gastḗr, gastrós für „Bauch“. Bahiae bezieht sich auf den brasilianischen Bundesstaat Bahia.